# Římskokatolická farnost Zborovice
Římskokatolická farnost Zborovice je územní společenství římských katolíků s farním kostelem svatého Bartoloměje v děkanátu Kroměříž.

## Historie farnosti
První písemná zmínka o obci pochází z roku 1276, o kostele pak z roku 1374. Zborovická farnost během třicetileté války zanikla. Samostatná duchovní správa byla ve Zborovicích obnovena v roce 1737.

## Duchovní správci
Současným farářem je od 01. července 2024 R. D. Mgr. Jan Svozílek.

## Bohoslužby
| Kostel              | Místo     | Bohoslužba (den) | Hodina                          | Poznámka     |
| ------------------- | --------- | ---------------- | ------------------------------- | ------------ |
| svatého Bartoloměje | Zborovice | neděle pátek     | 11:00 17:30 (zima)/18:30 (léto) | farní kostel |

## Aktivity ve farnosti
Ve farnosti se pravidelně koná tříkrálová sbírka.